# Мюллер, Уильям

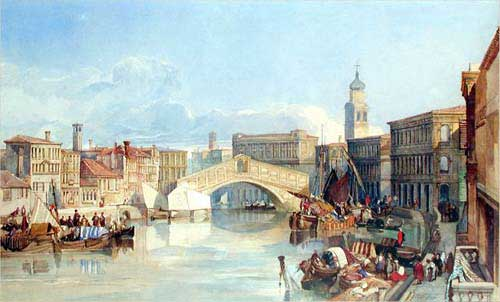
Уильям Мюллер. Мост Риальто, Венеция, акварель, 1835

Уильям Джеймс Мюллер (англ. William James Müller; 28 июня 1812, Бристоль, — 8 сентября 1845, там же) — английский живописец-пейзажист и жанрист.
Мюллер родился в Бристоле. Отец - Дж. С. Мюллер, хранитель Бристольского музея. Ученик Джеймса Бейкера Пена (англ.) и Джона Котмана. Его ранние картины в основном были пейзажами Глостершира и Уэльса, и он многому научился, изучая работы более ранних пейзажистов. В 1833 году впервые выставился в Королевской академии художеств. В 1833—1834 годах совершил поездку по Германии, в следующем году совершил турне по Франции, Швейцарии и Италии, в 1838-м посетил Грецию и Египет, а в 1843-м был участником археологической экспедиции в Ликию.
Писал как масляными красками, так и акварелью виды архитектурных памятников эпохи Возрождения, а также картины восточной природы и народного быта Востока, отличавшиеся, согласно «ЭСБЕ», живописностью композиции и блестящим колоритом, но страдавшие под конец жизни художника излишней эскизностью и манерностью.